# Штофельн, Фёдор Фёдорович
Фёдор Фёдорович фон Штофельн (не позднее 1700 — 1747) — генерал-лейтенант русской императорской армии, участник русско-турецкой войны 1735—1739 годов и  русско-шведской войны (1741—1743) годов. Отец генерал-поручика Христофора Фёдоровича Штофельна.

## Биография
Год рождения и место воспитания неизвестны.
В 1730 году, будучи генерал-квартирмейстером при украинском корпусе, Штофельн был произведён из лейтенантов в полковники и в том же году — в генерал-майоры. Такое быстрое производство может объясняется тем, что в 1830 году императрица Анна Иоанновна вступила на престол и Штофельн в числе других военных чинов, вероятно, присутствовал при этом торжестве и получил милости.
В 1736 году участвовал в походе Бурхарда Миниха на Крым. Во время штурма Перекопа по приказу Миниха выполнил 19 мая успешную рекогносцировку, а в день штурма выступил в роли колонновожатого.
В 1737 году Штофельн был обер-комендантом крепости Очаков, находящейся на военном положении. В то время как фельдмаршал Миних уговаривался с начальником очаковской флотилии вице-адмиралом Н. А. Синявиным о постройке судов и морском нападении на турок, Очаков в октябре-ноябре 1737 года выдержал внезапную осаду со стороны турок. Благодаря распорядительности Штофельна, гарнизон в 5 тысяч человек геройски отразил нападение 40 тысяч турецко-татарского войска. За эту победу в 1738 году Штофельну был пожалован Мутинский дворец с прилегающими к нему сёлами в вечное и потомственное владение.

Очаковскій комендантъ, генералъ-маіоръ Штоффель, произведенъ въ генералъ-лейтенанты; кроме того Ея Величеству угодно было пожаловать ему несколько деревень на Украйне. Сынъ его, поручикъ Штоффель, который привезъ известіе о снятіи осады Очакова, произведенъ въ капитаны и получилъ подарокъ въ тысячу рублей.» (Письмо от 26-го ноября 1737 г.)
В 1739 году ему было поручено командование над войсками на Украине до прибытия генерала Дж. Кейта. В 1741 году Штофельн был переведён из украинского корпуса обер-комендантом в Выборг и произведён в генерал-лейтенанты. В 1742 году, по приказу фельдмаршала П .П. Ласси о распределении генералитета, по случаю войны со Швецией, Штофельн был зачислен в выборгский корпус в Ингерманландии, а в следующем году переведён в Финляндию.
При взятии Вильманстранда шведский гарнизон усиленный новыми отрядами под командованием генерала К. Врангеля насчитывал 6 тысяч солдат. Штурмовой корпус русской армии под предводительством фельдмаршала Ласси насчитывал 10 тысяч солдат — одной линией командовал генерал-лейтенант Ф. фон Штофельн, а другой (5 полков) генерал-лейтенант И. И. Бахметев.
В 1743 году Штофельн был возвращён в войска, находившиеся в Украине, и оттуда был послан в Белгородскую провинцию для ревизии душ вместе с полковниками князем Мещерским и Фёдором Хомяковым.
Умер в 1747 году.
За свои труды Штофельн был награждён землями в Малороссии и Великороссии, последней его наградой была бриллиантовая шпага.

## Семья
Жена: Акилина Ивановна Штофельн фон (?—1780), похоронена на Старом Донском кладбище. Их сын Христофор Фёдорович фон Штофельн (1720—1770) — генерал-поручик. У них была также дочь, выданная замуж за Франца Иоганна Нумерса, ставшего генерал-аншефом.